# Горятино (озеро)
Горятино, Горяшино или Братылинское (устар. Горякино) — озеро в Лядской волости Плюсского района Псковской области. Площадь водосборного бассейна — 0,10 км². Высота над уровнем моря — 62,2 м.
Площадь — 0,033 км² (3,3 га). Максимальная глубина — 3,0 м, средняя глубина — 1,3 м.
На берегу озера населённых пунктов нет, на юго-западе от озера расположено урочище (бывшая деревня) Братылино, на юго-востоке — урочище (бывшая деревня) Большой Двор.
В северной части из озера берёт начало ручей (в верховье спрямлённый канавой, в среднем течении теряющийся на заболоченном участке), по которому осуществляется сток в реку Озванку.
Официально тип озера был определён, как плотвично-окуневый, где водятся рыбы: щука, окунь, карась, плотва, вьюн. Однако по факту в данном водоёме обнаруживаются в основном карась и верховка.
Для озера характерно: берега отлогие, низкие, частично заболоченные; дно илистое; есть родники; сплавины, коряги.

## Исторические сведения
Первое письменное упоминание об озере находится в писцовой книге государевой дворцовой Прибужской волости, датируемой ок. 1581/82 годом.

«Да в Прибужском же погосте река Плюса под Прибужем, да двенатцать озерок леших: озерко Плюса, да озерко Кострово, да озерко Ктино, да озерко Горятино, да озерко Бораново, да озерко Килино, да озерко Дубяжско, да озерко Дуброво, да озерко Лопно, да озерко Малая Дубяжка, да озерко Узминка, да озерко Голышкино. Оброку с рек и с озёр за рыбную ловлю со всего Прибужского погоста рубль, да пошлин деся[ть] денег.»— [РГАДА, Ф.1209, Оп. 1, № 968, л. 544]; опубликовано: «Записки Императорского Русского Географического Общества» Кн. № 8. Неволин К. А. «О пятинах и погостах новгородских в XVI веке, с приложением карты» СПб. Тип. Императорской Академии Наук. 1853 г. Приложение XIII.
В ней же описывается бывшая деревня Горятино, стоявшая, вероятно, на восточном берегу этого озера и сожжённая в Ливонскую войну литовско-польскими войсками.

«Пустошь, что была деревня Горятина, хором нет, хоромы сожжены и крестьяне побиты от войны литовских и неметцких людей, по старому писму пашни в поле семь коробей, а в дву по тому [ж], сена соро[к] копе[н], по[л]торы обжи, оброку было восмь рублев, пашню пашут в той пустоши наездом крестьяне из найму.»— [РГАДА, Ф. 1209, Оп. 1, № 968, лл. 528 об., 529]
Во времена Генерального межевания (в конце XVIII века) это озеро было выделено в отдельную дачу площадью 4 десятины 48 квадратных саженей (4,39 гектар). Принадлежало оно в те времена четырём помещикам: Ивану Васильевичу Чертову (владелец деревни Сеглицы, части деревни Заречье, части пустоши Горятина), Егору Дмитриеву сыну Дедюлину (владелец деревни Братылино), Семену Екимову сыну Скобельцыну (владелец деревни Большой Двор), Анне Ивановой дочери жене Башмаковой (владелица части деревни Заречье и части пустоши Горятина).

| м у ж е с к а |

| ж е н с к а |

| д е с я т и н ы |

| с а ж е н и |

| д е с я т и н ы |

| с а ж е н и |

| д е с я т и н ы |

| с а ж е н и |

| д е с я т и н ы |

| с а ж е н и |

| д е с я т и н ы |

| с а ж е н и |

| д е с я т и н ы |

| с а ж е н и |
— [РГАДА, Ф. 1355, Оп. 1, № 1138, лл. 276 об., 277]